# Pointe Paul Thomas
La pointe Paul Thomas est un cap de la Guadeloupe situé en Basse-Terre. 

## Géographie
La pointe Paul Thomas appartient administrativement à la commune de Deshaies. Elle se situe au nord du lieu-dit Ferry et forme avec la pointe Ferry l'Anse Ferry qui abrite la plage de Leroux. 
La pointe marque la limite de la zone naturelle d'intérêt écologique, faunistique et floristique de Morne aux Fous qui s'étend de celle-ci à la pointe Batterie. 
A ses pieds se jette la rivière Ferry et la rivière Maleville. 
Sur la pointe Paul Thomas se trouve une école élémentaire. 
Le site est célèbre pour son spot de plongée réputé pour la beauté des fonds marins.

## Histoire
En 2016, deux hommes de 19 et 21 ans chutent de la falaise de 20 mètres de la pointe Paul Thomas.

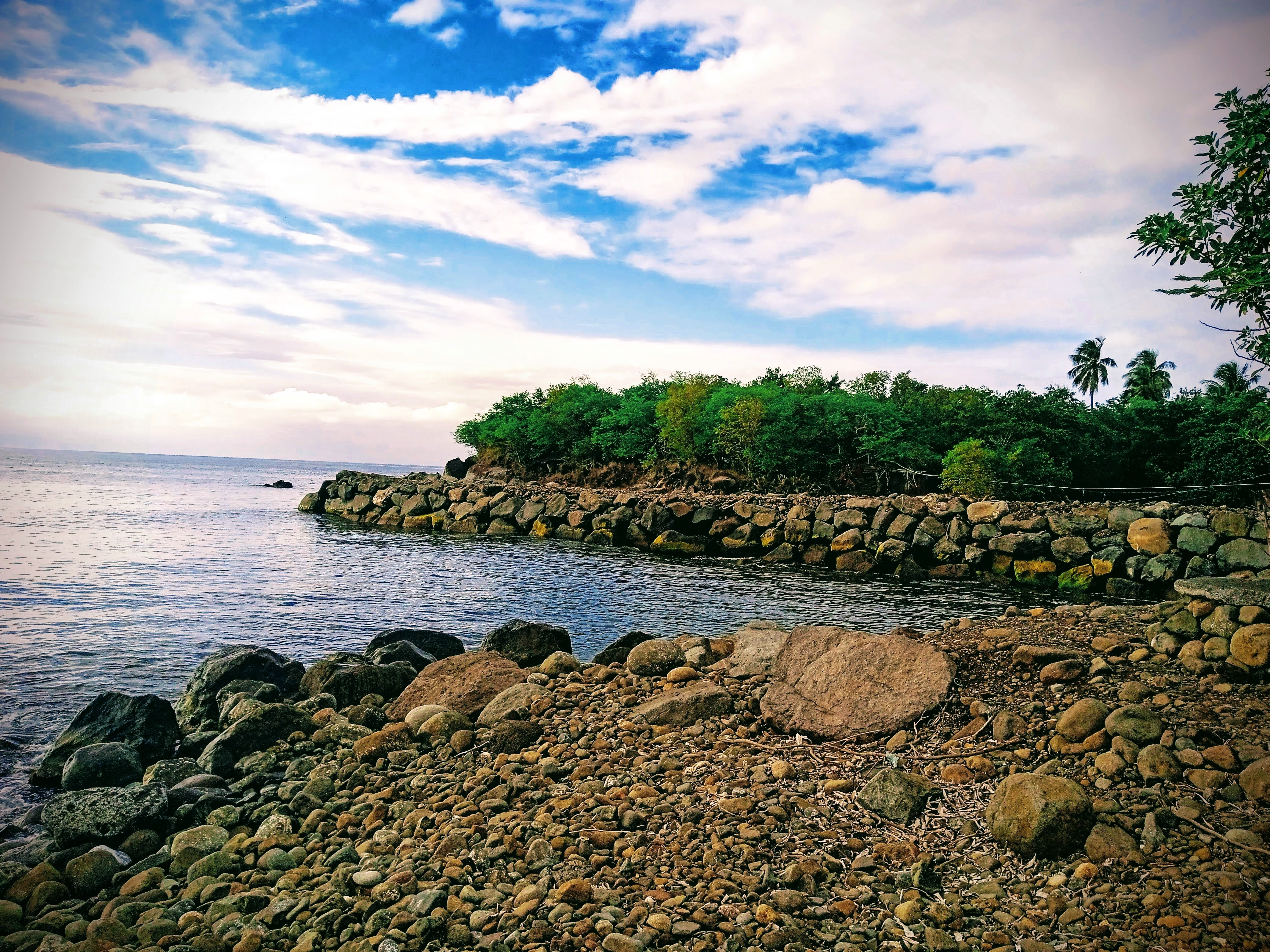
La pointe Paul Thomas, sortie de la rivière de Ferry.